# チェコ保安・情報庁
チェコ保安・情報庁（チェコ語：Bezpečnostní informační služba；略称BIS、英語：Security Information Service）は、チェコ共和国の諜報機関・保安機関。

## 名称の変遷
- ～1989年 - 内務省国家安全保障隊国家保安部（StB）
- 1990年2月16日～12月19日 - 内務省憲法・民主主義擁護局（UOUD）
- 1990年12月20日～1991年6月30日 - 内務省連邦情報庁（FIS）
- 1991年7月1日～1992年12月31日 - 連邦保安・情報庁（FBIS）
- 1993年1月1日～1994年7月29日 - チェコ共和国保安・情報庁（BISČR）
- 1994年8月1日～ - 保安・情報庁（BIS）

## 機構
BIS長官
- 長官事務室 - 連絡登録
- BIS監察部
- 機密情報保護・保安スクリーニング

人事担当副長官
- 人事局
- 健康管理局
- 訓練局

情報担当副長官
- 作戦（実行）局
- 分析局
- 情報局

支援担当副長官
- 経済部
- 通信部
- コンピュータ局
- 輸送部
- 諮問・勧告部

保安部長
- 危機管理局
- 機関保安部
- 内部保安局
- 文書局

## 歴代長官
BIS長官のみ。
1. スタニスラフ・デヴァーチ Stanislav Devátý （1994年7月～1997年2月）
2. カレル・ヴルテリン Karel Vulterin （1997年3月～1999年1月）
3. イルジ・ルージェク Jiří Růžek （1999年1月～2003年）
4. イルジ・ラング Jiří Lang （2003年～）